# Rod Coronado

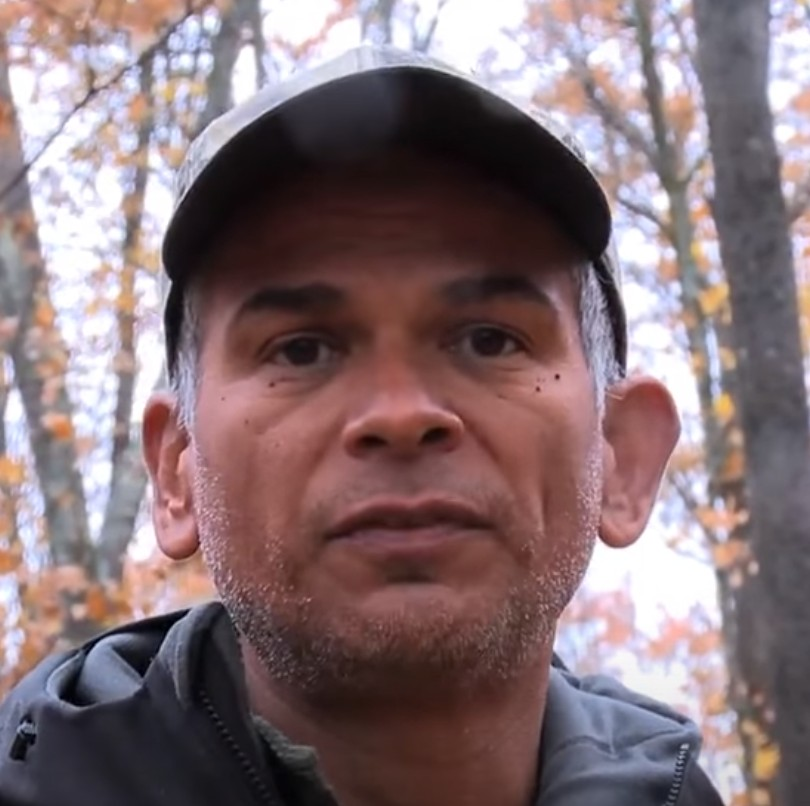
Coronado, 2014

Rodney Adam Coronado är en amerikansk grön anarkist och djurrättsaktivist som är dömd för mordbrand, stämpling och andra brott i samband med sin aktivism men som numera förespråkar icke-våldsmetoder. Han är före detta aktivist i Animal Liberation Front och talesman för Earth Liberation Front. Han är också före detta besättningsmedlem på Sea Shepherd Conservation Society och var med i redaktionen på Earth First! Journal.